# Elab
Elab (auch: Chelab, Achelap, Aiokako-suidō, Akalak, Akarappu, Gabokkudo, Galap, Garurudo, Gaysan, Geysan, Ralap, Yalap) ist ein Dorf im Norden des administrativen Staates Ngaraard (d. h. ein Verwaltungsgebiet) im Inselstaat Palau im Pazifik.

## Geographie
Der Ort liegt nördlich von Ulimang. Im Teilort Ngesang an der Ostküste befindet sich die einzige private christliche (protestantische) Highschool, die Bethania Girl's High School. In unmittelbarer Nähe steht auch die katholische Kirche und der Strand hinter dem Ngaraard Fringing Reef wird aus einer Kombination von weißem Sand mit Felsformationen gebildet. Er erstreckt sich im Norden bis nach Choll.
Im Westen befindet sich das Ngaraard Mangrove Conservation Area und beim Weiler Ngebuked streckt sich das Chelab Dock in die Lagune der Kawasak Passage. In Elab befindet sich auch der längste ungebrochene alte Steinpfad in Ngaraard. Er verbindet die Ostküste von Elab mit der Westküste von Ngebuked.